# Rappelz
Rappelz — условно бесплатная MMORPG, действие которой происходит в вымышленном фэнтезийном мире. Разработана корейской компанией Gala Lab, ранее носившей название nFlavor, и впервые издана в Южной Корее компанией Webzen.
15 августа 2008 года игра была запущена в России издателем Nikita.
16 марта 2009 года игра была выпущена на арабском языке под названием Hope of Nations (араб.: أمل الشعوب) компанией Game Power 7, зарегистрированной в ОАЭ.
В США и Европе (Франции, Германии, Италии, Польше и Турции) игра вышла 19 мая 2009 года. Официальным издателем в этих регионах является Webzen West Inc.
15 июля 2010 года издатель EagleGame выпустил игру в Филиппинах.

## Сюжет
Действие игры разворачивается в вымышленном фэнтезийном мире, населенном тремя расами: Дева (создания света), Асура (создания тьмы) и Гайа (больше всего напоминают людей). Старейшей из рас является Гайа, а остальные две были созданы ей в помощь богами созидания и разрушения. Поначалу все они жили в мире и согласии, но лишь до тех пор, пока среди народа Гайа не появилась женщина, назвавшая себя «Ведьмой». Её магическая сила была поразительно велика и могла сравниться только с амбициями, которые побудили её повести свой народ в восстание против всего остального мира. Однако, не все представители расы Гайа отозвались на этот зов, и многочисленные конфликты повергли мир в хаос. Лишь совместными усилиями героев всех трех рас Ведьму наконец удалось захватить в плен и уничтожить.
После этой победы Гайа, Дева и Асура продолжили сосуществовать в мире. Однако, очень скоро появились слухи о том, что некоторые последователи Ведьмы сумели уцелеть и теперь готовятся воскресить свою госпожу. С новыми глобальными обновлениями игры эта история продолжается, обрастая деталями и подробностями.

## Геймплей
Rappelz — многопользовательская ролевая игра на условно-бесплатной основе. При создании персонажа доступны три расы и три класса: воин, маг и призыватель. Последний класс специфичен для игры и отражает её главную особенность — значительную роль боевых питомцев в игровом процессе. Питомцы в мире Rappelz — это существа, которые сражаются вместе с хозяином и способны оказать ему существенную поддержку в бою или даже превзойти по силе. Питомцы повышают уровень вместе с персонажем. Достигнув определенного уровня, питомец «эволюционирует» в более сильную версию. Такая эволюция происходит дважды в жизни питомца — таким образом, каждое существо имеет три уровня развития, включая начальный, базовый. До выхода Эпика 8.2 «Бестиарий» приручению поддавались только определенные, изначально предназначенные для этого существа. Однако, с последующими обновлениями игроки получили возможность приручить почти любого монстра в игре, включая боссов. Заполучить себе питомца может персонаж любой расы и любого класса, но некоторые из них делают бо̀льший упор на его развитие и усиление, чем другие.
Снаряжение в Rappelz можно улучшать и зачаровывать, а также вставлять в него камни души (доступно не для каждого предмета). Таким образом, вместо того, чтобы выбрасывать или продавать оружие и броню, которые уже недостаточно хороши для персонажа, им можно повысить характеристики. Для этого нужно посетить кузнеца или мастера энергии, которые есть в каждом городе.
PvP
Игрок может нападать на персонажей других игроков, если у него включен РК Режим, доступный в любом месте карты, кроме городов и Тренировочного Острова. Однако, за такие убийства снимаются очки морали, а ник агрессора становится красным. Это значит, что его сможет безнаказанно атаковать любой игрок, даже не включая РК Режим, а шанс потерять ценные предметы из инвентаря в случае смерти у него увеличится. Снова повысить очки морали можно двумя способами: убивая монстров и умирая самому. Во втором случае, чтобы избежать потери вещей из инвентаря, стоит заблаговременно выложить их в хранилище.
Кроме того, в игре существует система дуэлей. В этом случае сражение может состояться только по обоюдному согласию сторон, а игрок, который совсем не желает, чтобы его вызывали, может полностью отключить эту опцию в настройках игры. Поединки между игроками разрешены в любой точке мира, кроме городов и подземелий. Преимуществом такого вида сражений является то, что победитель не теряет очков морали, а убитый персонаж — опыт и вещи. Ещё один вид PvP-сражений носит название Кровавая Битва. Это схватка сразу между несколькими игроками, происходящая на специальных островах-аренах. Размер каждого канала Кровавой Битвы ограничен 64 игроками. В обычном канале игроки распределяются по аренам в соответствии со своим рангом, а в свободном канале при распределении уровень не учитывается. Результат всех схваток в Кровавой Битве записывается в рейтинге; его можно посмотреть в специальном интерфейсе.
Подземелья
Подземелья — это изолированные локации, попасть в которые можно через специальные порталы. Монстры, населяющие подземелья, намного сильнее обычных, но и награда за их убийство выше. Кроме того, самые ценные игровые предметы можно раздобыть именно там. В подземелья игроки обычно отправляются группами, содержащими персонажей разных классов для эффективного совместного прохождения. В Rappelz группа может содержать до 8 игроков. Подземелья не являются «инстансами», поэтому в них могут встретиться игроки из нескольких разных групп.
Объединившись в гильдии, игроки могут бороться за право обладания одним из подземелий. Гильдия, владеющая подземельем, получает «налог» с других игроков, желающих в него войти. Для установления контроля необходимо провести особый рейд в подземелье и убить двух боссов, которые его охраняют. Если рейд проходит успешно, и группе удается убить боссов быстрее, чем другим претендентам, то следующим шагом станет осада подземелья. Осады проводятся раз в неделю в установленное время и представляют собой сражение между гильдией, которая в настоящее время владеет подземельем, и нападающей гильдией, совершившей лучший рейд. Если атакующая гильдия побеждает, то подземелье переходит к ней.

## Дополнения
Глобальные дополнения в игре принято называть «Эпиками». Даты выхода обновлений:
12.12.2008 — Эпик 5 «Власть драконов»
- Добавление системы улучшения оружия
- Добавление нового питомца

30.09.2009 — Эпик 6.1 «Золото богов»
- Добавление нового подземелья
- Добавление новых сюжетных заданий
- Добавление острова-рынка

05.04.2010 — Эпик 6.2 «Эволюция»
- Добавление трех новых питомцев
- Добавление PvP системы «Кровавая битва»
- Обновление основной сюжетной линии
- Добавление новых опции в меню создания персонажа

27.07.2010 — Эпик 7.1 «Скрытый мир»
- Добавление новой локации
- Добавление нового подземелья
- Добавление нового питомца
- Добавление системы чарования питомца
- Добавление новых возможностей управления гильдиями

21.03.2011 — Эпик 7.2 «Одержимость»
- Обновление основной сюжетной линии
- Добавление нового подземелья
- Добавление нового питомца
- Добавление «фермы существ»

21.11.2011 — Эпик 7.3 «Новое испытание»
- Добавление новой профессии
- Добавление нового подземелья
- Добавление нового питомца

02.04.2012 — Эпик 7.4 «Вторжение»
- Добавление новой локации
- Добавление нового босса
- Добавление нового питомца
- Добавление новых предметов

26.11.2012 — Эпик 8.1 «Песнь Победы»
- Объединение нескольких серверов
- Добавление новых боссов
- Добавление новой арены
- Добавление функции «Разбор» и системы «Пробуждения»

24.06.2013 — Эпик 8.2 «Бестиарий»
- Обновление интерфейса
- Переработка системы подземелий
- Обновление системы приручения

10.02.2014 — Эпик 8.3 «Предвестие»
- Приручение боссов и мини-боссов
- Обновление интерфейса инвентаря
- Разделение подземелий на уровни
- Ежедневные задания

03.09.2015 — Эпик 9.1 «Эхо Безумия»
Более ранние Эпики уже входили в состав игры к моменту её запуска на русскоязычных серверах:
- Эпик 1 «Рассвет жизни»
- Эпик 2 «Демон»
- Эпик 3 «Возвышение Гая»
- Эпик:4 «Революция»